# Конечно он
Конечно он — дебютный студийный альбом группы «Иванушки International», выпущенный в конце мая 1996 года.

## История создания
Игорь Матвиенко рассказал об альбоме «Конечно он» следующее:
...Запись этого альбома велась в течение полутора лет - мы тогда очень много репетировали, так как никто из нас до этого не работал в жанре поп-музыки. Для работы над альбомом "Конечно он" у нас была уйма времени. Во-первых, не было такого жёсткого гастрольного графика, как сейчас, а во-вторых, Рыжий тогда попал в аварию и весь восстановительный период "протусовался", как бездомный, в гостях у Игоря Сорина. В то время три раза в неделю "Иванушек" посещал преподаватель вокала, поэтому к записи нового альбома ребята успели подготовиться основательно.
Весь альбом, за исключением песни «Подсолнух», был записан в тон-студии «Мосфильма». Участники группы распевались в туалете неподалёку от студии, где, по словам Андрея Григорьева-Аполлонова, «великолепная акустика». В песне «Тучи», текст которой написал Александр Шаганов, изначально была другая музыка, а исполнять песню должен был Юрий Шатунов. По утверждению Григорьева-Апполонова, при работе над «Вселенной» он «настоял на барабанных бочках».
В альбоме представлены три кавер-версии известных песен: «Этажи» и «Малина» (из репертуара Олега Кацуры) и «Вселенная» (из репертуара «Рондо»).
Игорь Сорин считал песню «Малина» дермовой.
В 1997 году вышел ремикс-альбом «Конечно он Remix», включающий ремиксы песен с «Конечно он» от Максима Милютенко, Игоря Полонского и Константина Смирнова, а также три новых трека.

### Видеоклипы
Для дебютного клипа «Вселенная» (1995 год) комбинезоны были привезены из Лондона, ботинки — из Испании (всё это группа в течение следующего года использовала в качестве концертных костюмов), а скафандры брались напрокат. Автор идеи — Сергей Баженов, режиссёр-постановщик — Александр Андраникян. Видеоклип на песню «Тучи» был снят в 1996 году на недостроенной питерской дамбе. Видеоклип на «Где-то» снимали в 1997 году во время одного из концертов.

## Отзывы критиков
В марте 2014 года журнал «Афиша» включил альбом в свой редакционный список «30 лучших русских поп-альбомов»:
...«Конечно он» — безусловная частица культурного кода россиян, заставших 90-е в здравом уме; то, без чего нас действительно не понять. Экзамен на натурализацию для желающих получить российское гражданство должен в теории включать в себя тест на доскональное знание всего трек-листа пластинки — и никаких поблажек. Настоящим сокровищем нации являются первые бесплатные выступления группы в московских школах, на которых постфактумно видишь подлинный масштаб явления. Да ладно, уже одной песни «Тучи» хватило бы для включения дебютной пластинки «Иванушек» в любой список «лучших из лучших». И это мы ещё не говорим о том, что Игорь Матвиенко в те времена тащил всё, что хорошо лежало, и навёл группе весьма модный западенский звук.

## Список композиций
Вся музыка написана И. Матвиенко, кроме двенадцатой композиции, а также шестая композиция в соавторстве с Игорем Полонским, (бонус-трек).
| №   | Название                         | Текст песни | Длительность |
| --- | -------------------------------- | ----------- | ------------ |
| 1.  | «Тучи»                           | А. Шаганов  | 4:11         |
| 2.  | «Этажи»                          | Л. Дербенев | 4:01         |
| 3.  | «Вселенная»                      | А. Шаганов  | 3:42         |
| 4.  | «Малина»                         | М. Андреев  | 4:09         |
| 5.  | «Колечко»                        | А. Шаганов  | 3:51         |
| 6.  | «Подсолнух»                      | И. Сорин    | 4:45         |
| 7.  | «Конечно он»                     | А. Шаганов  | 4:16         |
| 8.  | «Миллионы огней»                 | Г. Витке    | 3:32         |
| 9.  | «Где-то»                         | И. Сорин    | 4:24         |
| 10. | «Она»                            | А. Шаганов  | 3:40         |
| 11. | «Вселенная (Remix)» (бонус-трек) | А. Шаганов  | 3:42         |
| 12. | «Давай закурим» (бонус-трек)     | А. Зуев     | 4:00         |

## Переиздание
В 2021 году к 25-летию группы альбом был переиздан на виниле. На этом издании изменён треклист, а также отсутствуют треки Этажи, Вселенная (remix) и Давай закурим.

## Участники записи

### Иванушки International
- Игорь Сорин
- Андрей Григорьев-Апполонов
- Кирилл Андреев

### Производство
- Ирина Мильцина — бэк-вокал
- Игорь Матвиенко — композитор, продюсер, аранжировка
- Игорь Полонский — сопродюсер, аранжировка
- Игорь Матвиенко, Андрей Зуев — авторы музыки
- Александр Шаганов, Михаил Андреев, Игорь Сорин, Леонид Дербенёв, Герман Витке, Андрей Зуев — авторы стихов
- Андрей Чеснов — исполнительный директор

## Видеоклипы
На три песни этого альбома были сняты клипы:
- «Вселенная» (реж. Сергей Баженов)
- «Тучи» (реж. Олег Гусев)
- «Где-то» (реж. Олег Гусев)

## Награды
Следующие песни этого альбомы были отмечены музыкальными премиями:
- «Колечко» — лауреат премии Песня Года (Отборочный тур 1997)
- «Где-то» — лауреат премии Золотой граммофон 1996
- «Тучи» — лауреат премии Золотой граммофон 1997 и Песня Года 1996

## Рейтинги и списки
| Издание | Страна | Рейтинг/список                   | Год  | Источник |
| ------- | ------ | -------------------------------- | ---- | -------- |
| «Афиша» | Россия | «30 лучших русских поп-альбомов» | 2014 | [ 5 ]    |